# Ядерна глибинна бомба
Ядерна глибинна бомба — є ядерним еквівалентом звичайної глибинної бомби і може використовуватися в протичовновій війні для атаки на підводні човни. Королівський військово-морський флот, радянський флот і військово-морський флот Сполучених Штатів колись мали в своїх арсеналах ядерні глибинні бомби.

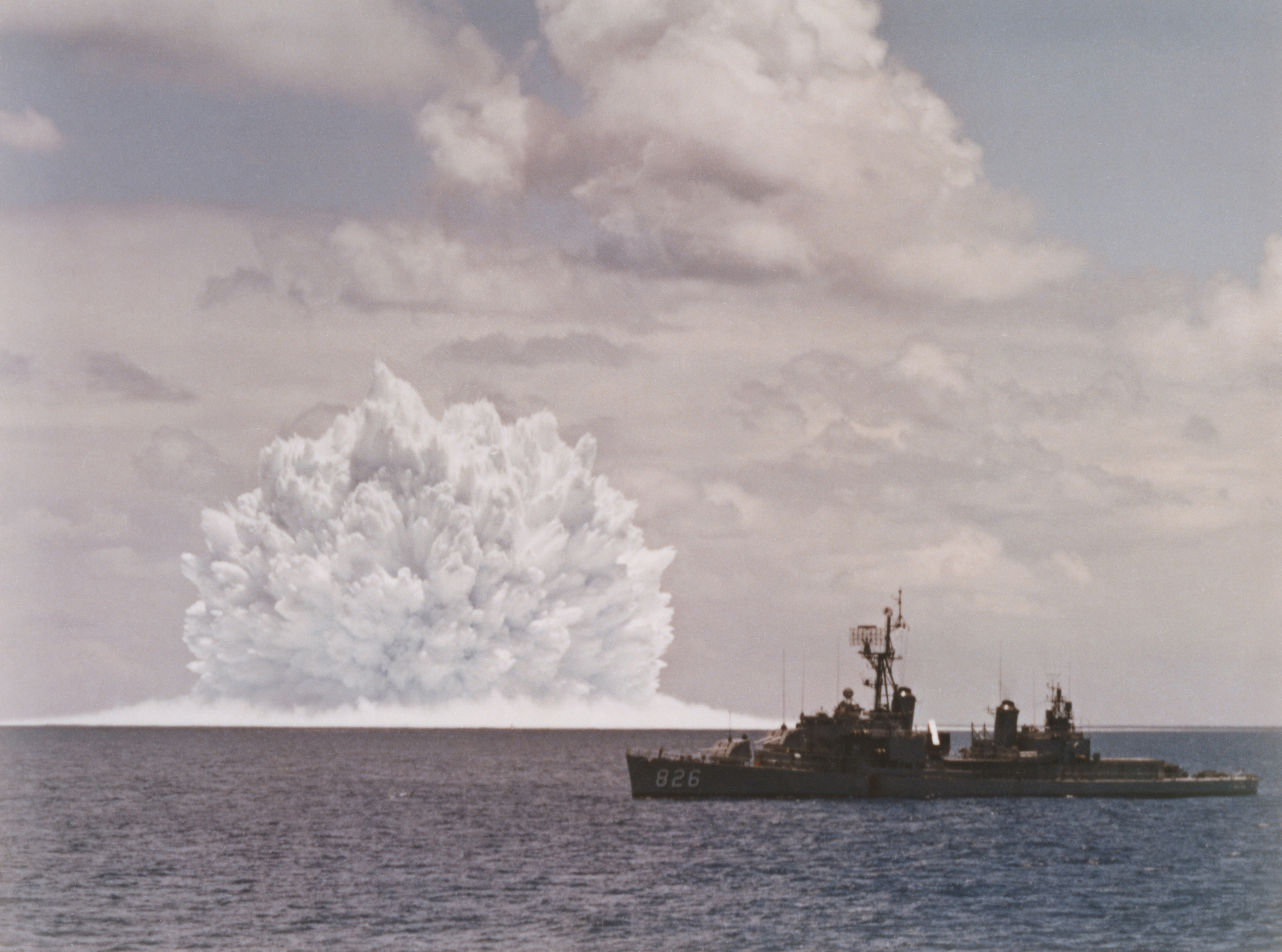
Сполучені Штати провели випробування операції Dominic ядерної глибинної бомби RUR-5 ASROC біля Сан-Дієго в 1962 році.

Завдяки використанню ядерної боєголовки значно більшої вибухової потужності, ніж у звичайної глибинної бомби, ядерна глибинна бомба значно збільшує ймовірність (до рівня впевненості) знищення атакуваного підводного човна.
Деякі літаки отримали дозвіл на їх використання, наприклад P2V Neptune, але жоден не використовувався проти будь-яких підводних човнів.
Через таку набагато більшу потужність деякі ядерні глибинні бомби мають змінну потужність, завдяки чому енергія вибуху пристрою може змінюватися між низьким значенням для використання в мілководних або прибережних водах і високою потужністю для глибоководного використання у відкритому морі. Це призначено для мінімізації шкоди периферійним зонам і торговому судноплавству.
Під час Фолклендської війни оперативна група військово-морських сил Великої Британії мала 31 ядерну глибинну бомбу. До середини травня 1982 року HMS Hermes мав 18, HMS Invincible — 12, а RFA Regent — один. Кораблі перебували в «зоні повного відчуження», запровадженій Великою Британією навколо Фолклендських островів. Деталі кількості пристроїв на судно містилися у файлі з позначкою «Цілком таємно атомний», який було знайдено в Національному архіві Великої Британії ЗМІ Declassified UK.
Вся ядерна протичовнова зброя була виведена з озброєння Китаєм, Францією, Росією, Великою Британією та Сполученими Штатами близько 1990 року. Вони були замінені звичайною зброєю, такою як Mk 54, яка забезпечувала постійно зростаючу точність і дальність по мірі вдосконалення технологій боротьби з підводними човнами.

## Список ядерних глибинних бомб
- РПК-6 Водопад/РПК-7 Ветер (1981–тепер)
- Ікара[en]
- WE.177 (1966–1998)
- Ядерна бомба Mark 90 (1952–1960)
- W34 для Mk 101 Lulu (1958–1971)
- W34 для Mk 105 Hotpoint (1958–1965)
- Ядерна бомба B57 (1963–1993)
- Ядерна бомба B90 (скасована)
- W44 для RUR-5 ASROC (1961–1989)
- W55 для UUM-44 SUBROC (1964–1989)
- W89 для UUM-125 Sea Lance (скасовано)